# Holtzwihr
 Holtzwihr  (en alsacià Holzwihr, Holzweier (alemany)) és un municipi francès, situat a la regió del Gran Est, al departament de l'Alt Rin. L'any 2008 tenia 1.445 habitants.

## Demografia
| 1962 | 1968 | 1975 | 1982 | 1990 | 1999  |
| ---- | ---- | ---- | ---- | ---- | ----- |
| 482  | 527  | 631  | 728  | 831  | 1.064 |

## Administració
| Període | Identitat      | Partit |
| ------- | -------------- | ------ |
| 2001-   | Bernard Gerber |        |